# Honningsvåg
Honningsvågⓘ (auch Sørvågen; kvenisch Vooki) ist eine Stadt in der norwegischen Kommune Nordkapp in der Provinz (Fylke) Finnmark. Die Stadt stellt das Verwaltungszentrum von Nordkapp dar und hat 2255 Einwohner (Stand: 1. Januar 2024). Die Fischerei und der Tourismus stellen wichtige Einnahmequellen für die Stadt, die am Ende des Zweiten Weltkriegs zerstört und anschließend wieder aufgebaut wurde, dar.

## Geografie

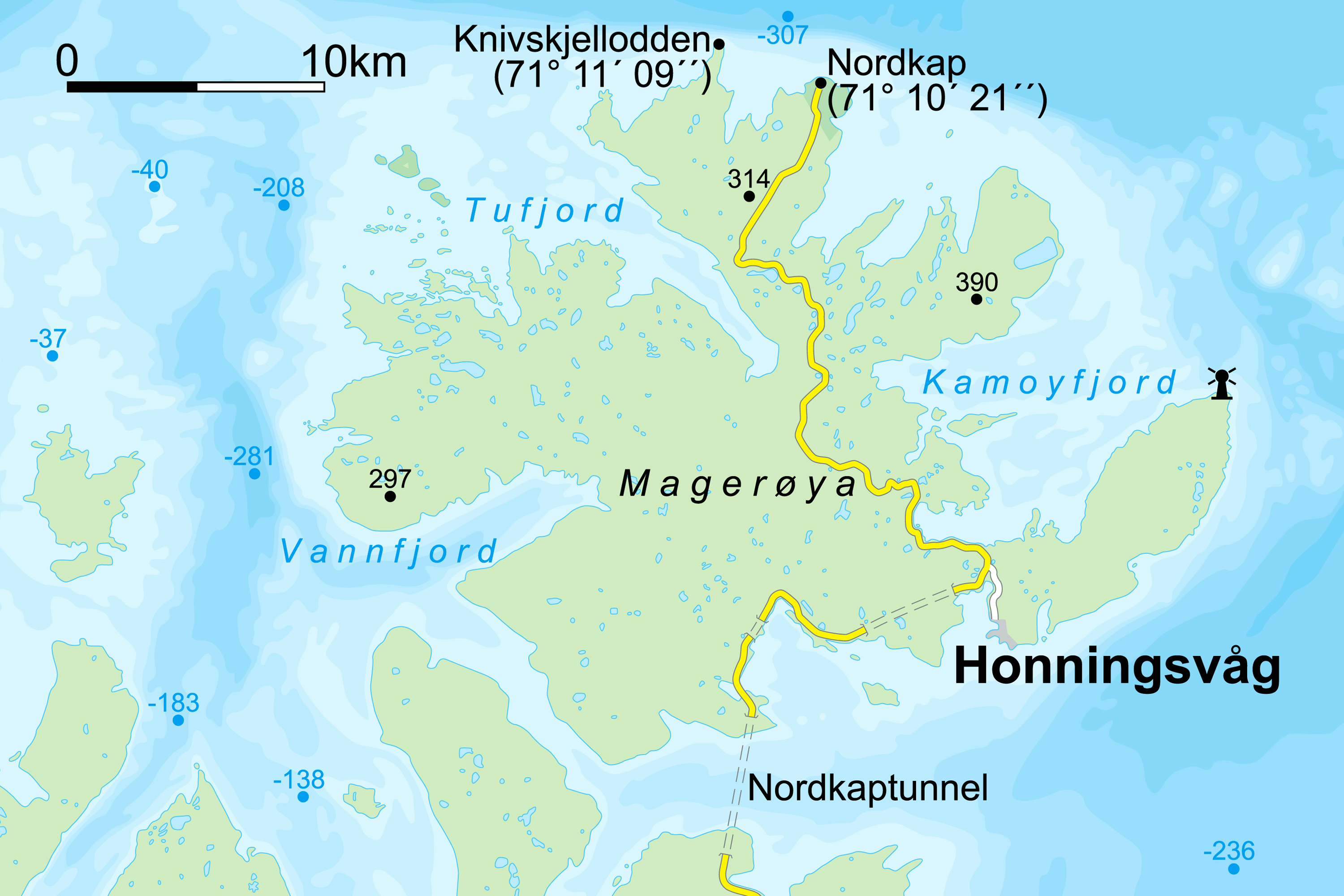
Karte der Insel Magerøya

Honningsvåg liegt im Südosten der Insel Magerøya, an deren Nordküste sich das Nordkap befindet. Honningsvåg liegt im Osten einer Bucht, die einen natürlichen Hafen bildet. An der Bucht liegt auch der Ort Storbukt, der mittlerweile mit Honnigsvåg zusammengewachsen ist. Honningsvåg gliedert sich in die Ortsteile Storbukt, Klubben und Holmbukt. Westlich der Hafeneinfahrt liegt die kleine Insel Store Altsula.

## Stadtstatus
Im Jahr 1993 erlaubte die Regierung es den Kommunen, selbst den rechtlich zu keinen Änderungen mehr führenden Stadtstatus zu vergeben. Das Kommunalparlament von Nordkapp beschloss im Herbst 1996, dass Honningsvåg den Status als Stadt erhalten solle. Dadurch löste Honningsvåg die Stadt Hammerfest als nördlichste Stadt Norwegens ab. Fälschlicherweise wurde auch begonnen, die Stadt als „nördlichste Stadt der Welt“ zu vermarkten, obwohl beispielsweise Utqiaġvik in Alaska nördlicher liegt.
Im März 1997 wurde das Recht, den Stadtstatus zu erteilen, auf Kommunen mit mindestens 5000 Einwohner beschränkt. Da Nordkapp unter 5000 Einwohner hat, kam es daraufhin zwischen den Kommunen Hammerfest und Nordkapp zu einem Konflikt darüber, wer den Titel als nördlichste Stadt tragen dürfe. Im Jahr 2005 bestätigte das Kommunalministerium, dass der Beschluss des Kommunalparlaments aus dem Jahr 1996 weiter Gültigkeit besitze und Honningsvåg weiter eine Stadt sei.

## Geschichte
Ab 1869 wurde Honningsvåg regelmäßig von Dampfschiffen der Hamburgroute angelaufen. Später wurde es auch Station der Hurtigruten. 1902 erfolgte der Bau der Straße nach Vestersida. Sie war bereits ab 1878 diskutiert worden. Zunächst erfolgte nur die Genehmigung eines Pfades, da das vorherrschende Transportmittel das Boot war und die Straßenverbindung als unnötig empfunden wurde. Telegrafie und Telefon wurden um 1910 eingeführt. Im Jahr 1913 wurde der Postbezirk Honningsvåg eingeführt, zu dem zehn Poststellen in der Umgebung gehörten. 1904 wurde in Honningsvåg der Turn- und Sportverein gegründet und 1910 eine Turnhalle errichtet. Sie befand sich an der Stelle des heutigen Gemeinschaftshauses, das noch heute Turn heißt.
Honningsvåg entwickelte sich vom Fischerdorf zu einer schon annähernd städtisch geprägten Siedlung. Der gut ausgebaute Hafen konnte Küstenfrachtern, Handelsschiffen aus Russland und Seehundfängern alle notwendigen Dienste und Waren wie Salz, Öl, Wasser, Kohle, Reparaturen, aber auch Ärzte, Apotheke, Schiffshändler, Lotsen und Zoll anbieten. Darüber hinaus entstanden Hotels und Gastronomiebetriebe. 1914 wurde der Dampfschiffkai fertiggestellt. 1919 wurde die erste durchgehend betriebene Kühlhalle der Finnmark in Betrieb genommen. Sie diente zur Kühlung von Dorsch und Lachs. Erste Experimente zum Einfrieren von Ködern hatte man, allerdings erfolglos, bereits 1889 bis 1891 unternommen. 1924 übernahm der Staat die Halle und rüstete sie mit einer Berieselungsanlage zum Frieren ganzer Fische und Köder aus. 1928 wurde erstmals gefrorener Fisch nach Hamburg geliefert.
Im Jahr 1921 wurde in Honningsvåg ein Tuberkuloseheim errichtet. Da speziell in der Fischereisaison Krankenbetten fehlten, kam ab 1924 das Lazarettschiff Viking des Roten Kreuzes nach Honningsvåg.
In den 1920er und 1930er Jahren erlebte die Region bedingt durch zurückgehende Fischfänge und wirtschaftliche Krisen einen deutlichen wirtschaftlichen Niedergang. Der Hafen Honningsvågs brachte dem Ort jedoch weiterhin Einnahmen, so dass die Entwicklung für Honningsvåg günstiger ausfiel als für das Umland. Viele Einwohner entgingen der Arbeitslosigkeit, indem sie auf englischen Fischkuttern anheuerten. Für das Jahr 1937 ist belegt, dass 373 Männer aus Honningsvåg auf englischen Schiffen fuhren. Ab 1930 produzierte die Honningsvåg Guanofabrikk Fischmehl.
Im Zuge des heraufziehenden Zweiten Weltkriegs organisierte der Schützenverein von Honningsvåg am 2. Februar 1940 einen freiwilligen militärischen Lehrgang. Nach dem Angriff Deutschlands auf Norwegen am 9. April 1940 wurde noch am gleichen Tag eine Bürgerwehr aus 100 Freiwilligen gebildet, die sich im Wesentlichen aus den Mitgliedern des Schützenvereins rekrutierten. Die Bürgerwehr kaperte drei deutsche Fischkutter, als diese im Hafen von Honningsvåg einen Lotsen aufnehmen wollten. Einer der Kutter durfte wieder weiterfahren, nachdem das Funkgerät demontiert worden war. Die anderen beiden dienten als Wachboote, ihre Besatzungen wurden interniert. Einer der Kutter gelangte später wieder in deutsche Hand, der andere wurde in Honningsvåg umbenannt und war in England im Einsatz. Auch der Ort Honningsvåg wurde jedoch von deutschen Truppen besetzt und ab Anfang 1941 zum Basis- und Stützpunkt ausgebaut. Zeitweise hielten sich 500 bis 800 Soldaten im Ort auf. Außerdem lebten hier auch sowjetische Kriegsgefangene. Ortskommandant war Kapitän Hebsacher. Im Laufe des Jahres 1942 kam es zu mehreren sowjetischen und britischen Luftangriffen auf Honningsvåg. Der Folgenschwerste ereignete sich am 14. Juli 1942. Es wurden 30 Menschen getötet, darunter 19 Deutsche und elf Norweger. Etwa 50 bis 60 Personen wurden verletzt, darüber hinaus gab es Sachschäden.

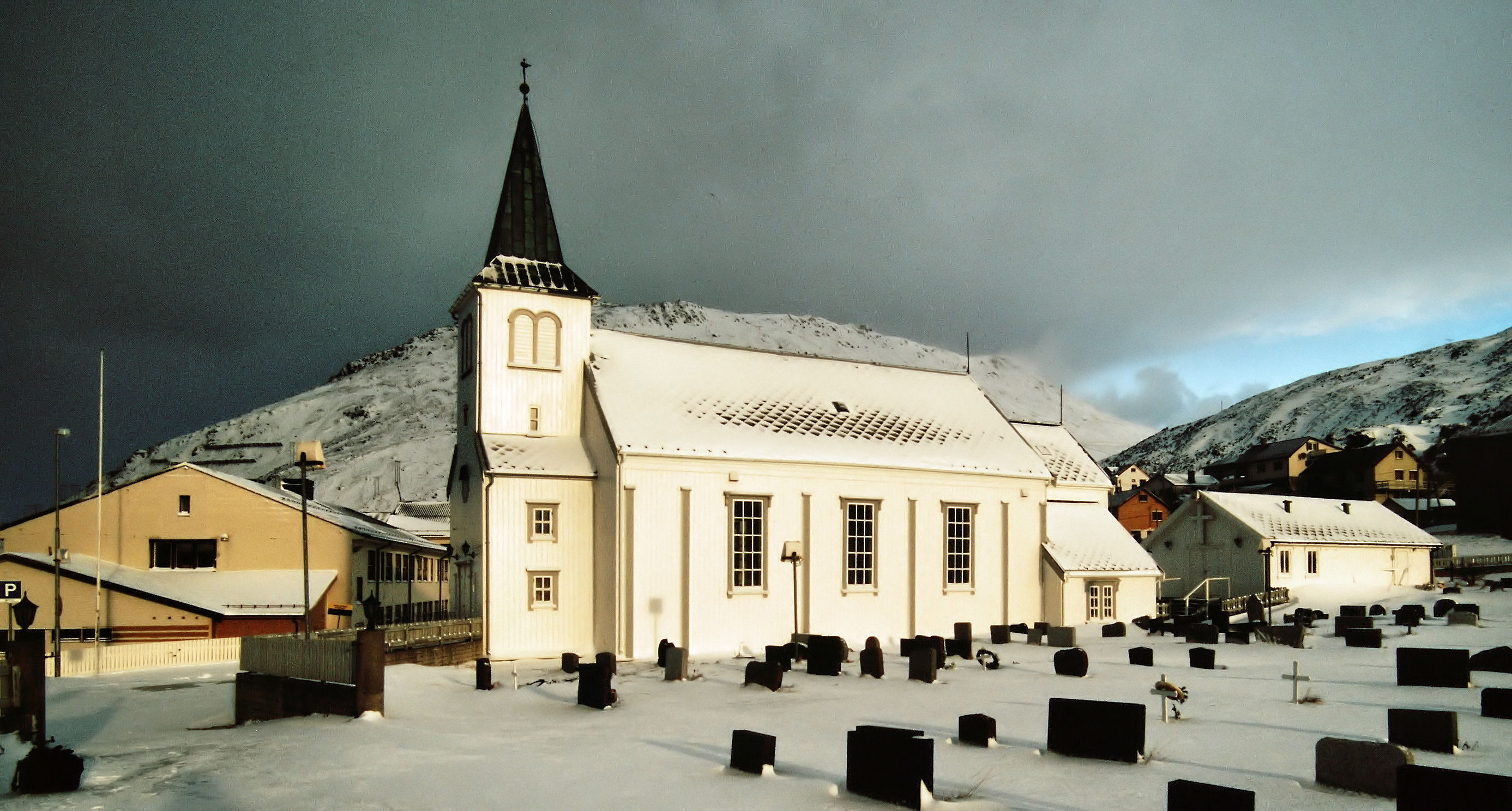
Die Kirche von Honningsvåg, die die Zerstörung überstand

Am Ende des Zweiten Weltkrieges wurde Honningsvåg im Zuge des Unternehmens Nordlicht von der deutschen Wehrmacht wegen der von Adolf Hitler angeordneten Politik der verbrannten Erde bis auf die Kirche von Honningsvåg und die Grabkapelle vollständig zerstört. Die Zerstörung begann am 13. November 1944 und dauerte bis zum 23. Dezember 1944.
Die ersten Bewohner kehrten im Juni 1945 zurück. Zunächst zogen fünf Einwohner in die Kirche und begannen mit dem Wiederaufbau des Ortes. Noch im selben Monat wuchs die Zahl auf etwa 20 bis 30 Personen. Schnell wurde der Hafen bis Juli 1945 von Minen geräumt. Überlegungen, den Aufbau an günstigerer Stelle auf dem Festland vorzunehmen, kamen nicht zum Zuge. Die ersten Materiallieferungen trafen im August 1945 ein. Im Dezember 1946 waren die ersten dauerhaften Gebäude fertiggestellt, nachdem zuvor Baracken errichtet worden waren. Auch der Dampfschiffkai wurde 1946 wiederhergestellt. Gebremst wurde der Aufbau durch fehlendes Material und Fachkräfte. Im Ort lebten damals auch deutsche Kriegsgefangene, die mit der Minenräumung beschäftigt waren.
Durch den Neuaufbau erhielt der zuvor unstrukturiert errichtete Ort einen neuen Ortsplan. Der Küstenstreifen wurde für die Fischerei und Industrie eingeplant. Dahinter wurden an der Straße Storgata Geschäfte angesiedelt, die als Puffer zwischen dem Industriegebiet und den Wohnhäusern dienen sollten. Das Rathaus und die Schule von Honningsvåg wurden an einem zentralen Platz neu errichtet.
Im Sommer 1946 besuchte der norwegische König Haakon VII. auf der Korvette Stord Honningsvåg.
In Honningsvåg wurde der staatliche Kühlbetrieb Finotro angesiedelt. Das private Unternehmen Sifi war eine Fortführung der alten Guanofabrik und produzierte Fischöl und -mehl aus Lodde. 1947 wurde im Ort der Eisproduzent Isanlegg gegründet, der Eis für die Fischproduktion bereitstellt. In den ersten zehn Jahren wurde dabei Eis aus dem See Førstevann entnommen. Es entstand dann auf dem Dampfschiffkai eine moderne Anlage. Hinzu kamen Anlagen zum Umschlag von Kohle und Salz. In den 1950er Jahren war Honningsvåg mit 5000 Hafeneinläufen der viertgrößte Hafen Norwegens.
1950/51 wurde ein neuer Sportplatz angelegt. Im Jahr 1955 ersetzte eine neu gebaute Krankenstation eine bis dahin provisorisch genutzte Krankenbaracke. 1956 wurde die Verbindungsstraße zum Nordkap fertiggestellt. Pläne für einen Hotelneubau bestanden seit 1949 und wurden 1952 umgesetzt. Das Hotel wurde mehrfach erweitert, und das Restaurant im Haus trägt jetzt den alten Hotelnamen Havly.
Im Hafen ereigneten sich mehrere Unglücksfälle. Um 1960 verfehlte das Hurtigruten-Schiff Barøy den Kai und beschädigte ein Hafengebäude. Bei einem ähnlichen Vorfall des englischen Trawlers Junella wurde 1966 das Schiff beschädigt.
Die Fischerei wuchs in den 1960er Jahren weiter an, wobei jedoch die industrielle Verarbeitung des Fisches stark an Bedeutung gewann und immer mehr Menschen in der Verarbeitung und immer weniger im Fang tätig waren. 1962 wurde die Fabrik Norfi gebaut, in der bis zu 170 Menschen arbeiteten. In ihr wurde auf zwei Anlagen Fischmehl und -öl produziert. Neben Lodde wurden dort auch Hering und Seelachs verarbeitet. Die Verarbeitung von Hering endete jedoch 1969. Von 1965 bis 1985 wurden große Mengen Winter- und Sommerlodd gefangen und über viele Jahre eine halbe Million Hektoliter Fischöl hergestellt. Dann setzte jedoch ein wirtschaftlicher Abschwung ein, der insbesondere durch eine Krise der Fischereiindustrie geprägt war.
Im Jahr 1991 wurde das inzwischen in Konkurs gegangene Unternehmen Frionar Polar, das ehemalige Finotro, von Stofi übernommen. Teile der Gebäude wurden abgerissen. Neu angesiedelt wurde eine Vertretung der norwegischen Küstenverwaltungsbehörde. Die Fischereifachschule wurde ausgebaut und die Mole Klubbskærmolo errichtet. Nach Verbesserungen der touristischen Infrastruktur am Nordkap stiegen die Touristenzahlen deutlich an. Der sich verstärkende Kreuzfahrttourismus zum Nordkap führte dazu, dass Honningsvåg zu einem bedeutenden Hafen für Kreuzfahrtschiffe wurde.

## Wirtschaft und Infrastruktur

### Verkehr

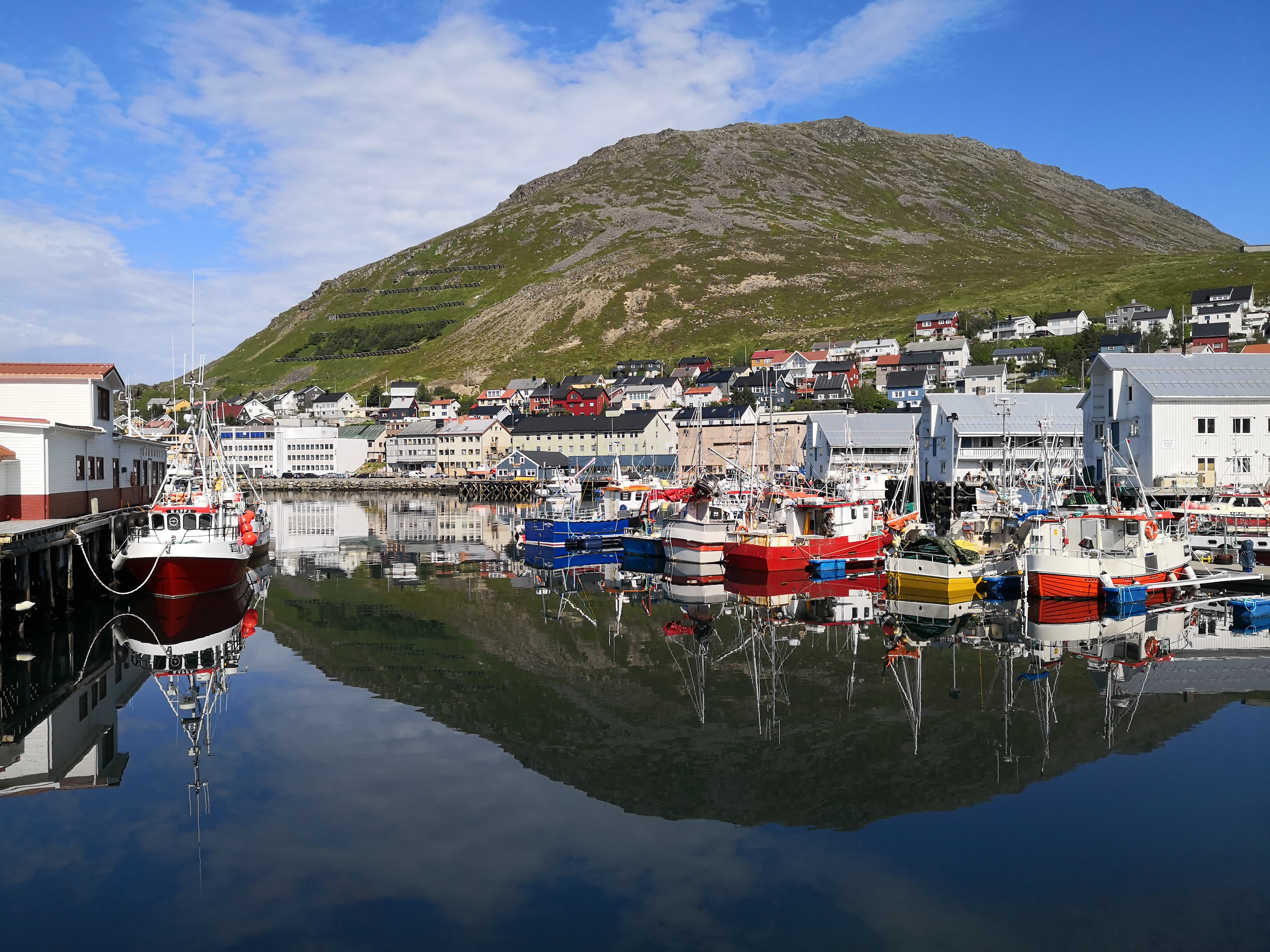
Hafen von Honnigsvåg

Honningsvåg wird nicht nur täglich von den Schiffen der Hurtigruten angelaufen, sondern ist aufgrund seiner verkehrsgünstigen Lage zum nur etwa 40 Kilometer entfernten Nordkap in den Sommermonaten der Anlaufhafen zahlreicher Kreuzfahrtschiffe. Gleichzeitig wird der Flughafen Valan im Liniendienst der Fluggesellschaft Widerøe bedient.
Nach Honningsvåg führt die Europastraße 69 (E69). Von Honningsvåg verläuft die Straße bis zum Nordkap. Westlich der Stadt führt die E69 durch den Straßentunnel Honningsvågtunnel. Von dort führt die Straße weiter durch den Nordkapptunnel auf das Festland.

### Wirtschaft
Der Hafen Honnigsvåg ist der bedeutendste Wirtschaftsfaktor der Gemeinde und wird als Port of North Cape vermarktet. Das nahegelegene Nordkap und der damit verbundene Tourismus sind neben dem Fischfang die Haupteinnahmequelle der Gemeinde. Darüber hinaus befinden sich im Ort Einzelhandelsgeschäfte, Hotels, Gastronomiebetriebe, Kultureinrichtungen, ein Kino, eine Filiale der Sparebanken Nord-Norge und eine Tankstelle. Traditionsreich ist der in den frühen 1960er Jahren als Café Ritz gegründete Pub Nøden.

## Bauwerke und Denkmäler
Ältestes Gebäude des Orts und der gesamten Gemeinde Nordkapp ist die 1886 errichtete Kirche von Honningsvåg. An die Kriegsopfer der Gemeinde Nordkapp erinnert der vor der Kirche stehende Bautastein Honningsvåg. Im Ort befindet sich das Nordkapmuseum. Im Hafengebiet stehen die denkmalgeschützten Servicestationen Honningsvåg. Außerdem befindet sich dort die Bamse-Statue für den Schiffshund Bamse und in einer Parkanlage östlich der Storgata die Skulptur Skårungen. Oberhalb des Orts steht die Knut-Erik-Jensen-Statue.

## Klima
|                        | Jan   | Feb   | Mär   | Apr   | Mai  | Jun  | Jul  | Aug  | Sep  | Okt  | Nov   | Dez   |   |       |
| Mittl. Temperatur (°C) | −2,5  | −2,9  | −1,7  | 0,4   | 4,2  | 7,7  | 10,7 | 10,7 | 8,0  | 3,6  | 0,5   | −1,0  | ⌀ | 3,2   |
| Mittl. Tagesmax. (°C)  | −1,0  | −1,4  | −0,3  | 1,9   | 5,5  | 9,4  | 12,0 | 12,4 | 9,5  | 4,6  | 1,8   | 0,5   | ⌀ | 4,6   |
| Rekordmaximum (°C)     | 9,0   | 9,5   | 8,0   | 12,5  | 20,0 | 25,0 | 27,0 | 24,0 | 19,0 | 13,0 | 12,0  | 8,0   | ᐃ | 27,0  |
| Mittl. Tagesmin. (°C)  | −4,1  | −4,3  | −3,1  | −1,1  | 2,6  | 6,3  | 9,2  | 9,0  | 6,6  | 2,3  | −0,9  | −2,4  | ⌀ | 1,7   |
| Rekordminimum (°C)     | −19,0 | −17,2 | −14,0 | −11,0 | −6,0 | −1,0 | 3,0  | 1,0  | −2,0 | −7,0 | −13,0 | −12,0 | ᐁ | −19,0 |
|                        |       |       |       |       |      |      |      |      |      |      |       |       |   |       |
| Niederschlag (mm)      | 86    | 69    | 62    | 54    | 41   | 42   | 45   | 52   | 62   | 83   | 77    | 92    | Σ | 765   |
|                        |       |       |       |       |      |      |      |      |      |      |       |       |   |       |
| Sonnenstunden (h/d)    | 0     | 1     | 2     | 5     | 7    | 7    | 8    | 5    | 3    | 1    | 0     | 0     | ⌀ | 3,3   |

| −4,1 |

| −4,3 |

| −3,1 |

| −1,1 |

| 2,6 |

| 6,3 |

| 9,2 |

| 9,0 |

| 6,6 |

| 2,3 |

| −0,9 |

| −2,4 |

| −4,1 |

| −4,3 |

| −3,1 |

| −1,1 |

| 2,6 |

| 6,3 |

| 9,2 |

| 9,0 |

| 6,6 |

| 2,3 |

| −0,9 |

| −2,4 |

| N i e d e r s c h l a g | 86  | 69  | 62  | 54  | 41  | 42  | 45  | 52  | 62  | 83  | 77  | 92  |
|                         | Jan | Feb | Mär | Apr | Mai | Jun | Jul | Aug | Sep | Okt | Nov | Dez |

## Persönlichkeiten
- Håkon Kyllingmark (1915–2003), Politiker
- Idar Kristiansen (1932–1985), Schriftsteller
- Knut Erik Jensen (* 1940), Filmregisseur und Drehbuchautor